# Talğat Sabalaqov
Talğat Nazarūly Sabalaqov (in kazako Талғат Назарұлы Сабалақов?; Aktau, 9 luglio 1986) è un ex calciatore kazako, di ruolo centrocampista.